# Nationales Programm für nachhaltigen Konsum
Mit dem Nationalen Programm für nachhaltigen Konsum (NPNK) beschreibt die Bundesregierung einen Weg, wie der notwendige Strukturwandel in Wirtschaft und Gesellschaft Deutschlands in Richtung Nachhaltigkeit weiter vorangetrieben werden soll.
Mit dem Programm wird ein Beitrag geleistet zur nationalen Umsetzung der Ziele nachhaltiger Entwicklung (engl.: Sustainable Development Goals – SDGs) vor allem für das Ziel 12 "Für nachhaltige Konsum- und Produktionsmuster sorgen". Dazu konkretisiert das NPNK die Deutsche Nachhaltigkeitsstrategie im Bereich Konsum und zeigt, wie nachhaltiger Konsum auf nationaler Ebene in unterschiedlichen Bereichen gestärkt und ausgebaut werden kann.
Erstellt haben das Programm das federführende damalige Bundesumweltministerium (BMU), das Bundesministerium für Ernährung und Landwirtschaft (BMEL) und das damalige Bundesministerium der Justiz und für Verbraucherschutz (BMJV). Beschlossen hat es die Bundesregierung am 24. Februar 2016. Eine Weiterentwicklung des Programms mit zuerst umzusetzenden Maßnahmen hat der Staatssekretärsausschuss für nachhaltige Entwicklung am 3. Mai 2021 verabschiedet.

## Leitideen
Das Leitbild der Nachhaltigen Entwicklung ist in der Nationalen Nachhaltigkeitsstrategie definiert: Darin stellt die Tragfähigkeit der Erde die absolute Grenze dar, innerhalb der die Verwirklichung der politischen Ziele erfolgen muss. Nachhaltiger Konsum im Sinne des NPNK stellt sicher, dass mit der Bedürfnisbefriedigung der heutigen und von nachfolgenden Generationen die Belastbarkeitsgrenzen der Erde eingehalten werden.
Das NPNK orientiert sich an fünf Leitideen:
1. Verbrauchern einen nachhaltigen Konsum ermöglichen: durch bessere Informationen, durch Anreizsysteme und durch die Definition von Mindestanforderungen für bestimmte Produkte.
2. Nachhaltigen Konsum von der Nische in den Mainstream befördern: durch Förderung von Initiativen und neuen Techniken.
3. Teilhabe aller Bevölkerungsgruppen an nachhaltigem Konsum gewährleisten.
4. Lebenszyklus-Perspektive auf Produkte und Dienstleistungen anwenden: durch Internalisierung externer Effekte, durch Förderung von Umweltzeichen, durch Förderung eines recyclingfähigen Produktdesigns.
5. Vom Produktfokus zur Systemsicht und vom Verbraucher zum Nutzer: durch das Berücksichtigen der Kaufentscheidung in einem komplexen Umfeld aus Markt, Gesellschaft und Individuum und durch das Nutzen vorhandener Ressourcen nur im Maße ihrer Regenerationsfähigkeit.

Zentral ist auch das Prinzip der geteilten Verantwortung zwischen Politik, Wirtschaft und jedem Einzelnen: Je größer der Handlungsspielraum einer Gruppe, desto größer soll auch deren Verantwortung zur Förderung nachhaltigen Konsums sein. Produzenten sind angehalten, ihre Produkte so langlebig, reparaturfreundlich, ressourcen- und energieeffizient wie möglich zu gestalten, um Konsumenten nachhaltigen Konsum zu ermöglichen. Dafür muss die Politik die Rahmenbedingungen anpassen, Anreize schaffen, Innovationen fördern und den Strukturwandel begleiten. Das NPNK richtet sich vorwiegend an die Nachfrageseite. Ziel ist, dass sich nachhaltige Lebensstile als Standard durchsetzen und nachhaltiger Konsum im Mainstream ankommt.

## Themen
Das Programm umfasst sechs Themen mit besonders großem Potenzial für mehr Nachhaltigkeit:
1. Mobilität
2. Ernährung
3. Wohnen und Haushalt
4. Büro und Arbeit
5. Bekleidung
6. Tourismus und Freizeit

Außerdem enthält es neun übergreifende Handlungsansätze:
1. Gesellschaftliche Diskussion
2. Bildung
3. Verbraucherinformation
4. Umwelt- und Sozialzeichen
5. Umweltgerechte Produktgestaltung (Ökodesign)
6. Nachhaltige öffentliche Beschaffung
7. Forschung für nachhaltigen Konsum
8. soziale Innovation
9. Monitoring für nachhaltigen Konsum[3]

## Umsetzung
Zur Umsetzung des Nationalen Programms für nachhaltigen Konsum wurde beim Umweltbundesamt das Kompetenzzentrum Nachhaltiger Konsum (KNK) angesiedelt. Dort arbeiten Behörden mehrerer Ministerien zusammen:
- Umweltbundesamt (UBA) für das BMUV (Geschäftsstelle)
- Bundesanstalt für Landwirtschaft und Ernährung (BLE) für das BMEL
- Deutsche Gesellschaft für Internationale Zusammenarbeit (GIZ) GmbH für das Bundesministerium für wirtschaftliche Zusammenarbeit und Entwicklung
- DLR Projektträger für das BMBF
- Kompetenzstelle für nachhaltige Beschaffung (KNB) für das Bundesministerium des Innern und für Heimat

Ein interministerieller Ausschuss (IMA) wurde eingerichtet, der geleitet wird von BMUV, Bundesministerium der Justiz und BMEL.
Zur Einbeziehung der gesellschaftlichen Gruppen wurde 2017 das „Nationale Netzwerk Nachhaltiger Konsum“ gegründet. Koordiniert wird es vom Kompetenzzentrum Nachhaltiger Konsum und der ZUG gGmbH. Das Netzwerk bietet Veranstaltungen unterschiedlicher Formate, Themen und Zielstellungen an, vor allem Webseminare, Vernetzungstreffen und Arbeitskreise.
Um Fortschritte des Programms bewerten zu können, soll das Kompetenzzentrum Nachhaltiger Konsum messbare Indikatoren entwickeln – als Ergänzung zu den vorhandenen Indikatoren der Deutschen Nachhaltigkeitsstrategie.

## Kritik
Renate Künast, ehemalige Verbraucherministerin von Bündnis 90/Die Grünen, bezeichnete das Programm für nachhaltigen Konsum im Jahr 2016 als „nette Prosa“, solange es nicht mit einem Budget hinterlegt sei und forderte einen nachhaltigen Konsum ein, der einfach für Verbraucherinnen und Verbraucher ist.
In einem Gastbeitrag für die Frankfurter Rundschau begrüßte Ingmar Streese vom Bundesverband Verbraucherzentrale, dass im Nationalen Programm für nachhaltigen Konsum die richtigen Ziele formuliert wurden. Um die konkreten Maßnahmen zu finden, müsse man im Programm jedoch sehr genau hinschauen. Insgesamt befürchtete er, dass das Programm dem nachhaltigen Konsum nur wenig „auf die Sprünge helfen“ werde, denn ihm fehle die Verbindlichkeit, wie sie zum Beispiel in den Klimaschutzplänen festgeschrieben worden sei. Außerdem würde die Verantwortung einseitig bei den Verbrauchern gesehen. Er forderte von Herstellern auf die Menschenrechte, auf humane Arbeitsbedingungen und auf Umweltstandards auch bei den Zulieferern zu achten. Der Handel müsse nachhaltig hergestellte Produkte so in den Regalen platzieren, dass Kunden sie finden. Und die Politik müsse Rahmenbedingungen für nachhaltige Produkte schaffen. Nur im Zusammenwirken aller Beteiligten könne die nötige Dynamik entstehen. Insgesamt sah er im Nationalen Programm für nachhaltigen Konsum viel Potenzial, das nur erschlossen werden müsse.
Der Umweltschutzverband Nabu begrüßte ebenfalls 2016, dass das Programm ressortübergreifend abgestimmt wurde und damit maßgebliche Bereiche wie das Landwirtschaftsministerium und das Ministerium für Justiz- und Verbraucherschutz von Anfang an beteiligt waren. Der Nabu bemängelt jedoch, dass das Vergaberecht Kommunen nicht helfe, ihre Aufträge mit mehr ökologischen und sozialen Anforderungen auszustatten und vermisste messbare Indikatoren und einen fest definierten Zeitrahmen.
Die Tageszeitung Die Welt hielt es für wenig ausreichend, dass die Bundesregierung mit dem Nationalen Programm für nachhaltigen Konsum vorwiegend auf Nudging setze.
Eine vom Umweltbundesamt in Auftrag gegebene Evaluation forderte im Jahr 2020 unter anderem eine stärkere Berücksichtigung prioritärer Maßnahmen, eine Budgetierung des Programms und die Verankerung smarter Ziele. Bei der Weiterentwicklung sollte außerdem auf eine bessere Integration relevanter Umsetzungsakteure geachtet werden.